# Núi Agung
Núi Agung hoặc Gunung Agung là một ngọn núi lửa ở Bali, Indonesia, nằm ở phía nam của núi lửa Batur, cũng ở Bali. Núi lửa dạng tầng Gunung Agung là ngọn núi cao nhất ở Bali. Nó chi phối khu vực xung quanh, ảnh hưởng đến khí hậu, đặc biệt là các mô hình lượng mưa.
Người Balin tin rằng núi Agung là bản sao của núi Meru, trục trung tâm của vũ trụ. Một huyền thoại cho rằng núi này là một phần của Meru được đưa đến Bali bởi những người Hindu đầu tiên. Ngôi đền quan trọng nhất ở Bali, Pura Besakih, nằm cao trên sườn núi của Gunung Agung .
Gunung Agung bùng nổ lần cuối là vào những năm 1963-1964 trong một trong những thảm hoạ lớn nhất và tàn phá nhất trong lịch sử Indonesia. Nó vẫn hoạt động với một miệng núi lửa lớn và rất sâu thỉnh thoảng phun khói và tro. Từ xa, núi dường như là hình nón hoàn hảo.
Từ đỉnh núi, có thể nhìn thấy đỉnh núi Rinjani trên hòn đảo Lombok gần đó, về phía đông, mặc dù cả hai ngọn núi thường được bao phủ trong mây.

## Bùng nổ 1963–64
Núi lửa bùng nổ lần cuối vào năm 1963 trong một trong những vụ phun trào lớn nhất và tàn phá nhất trong lịch sử Indonesia. 
Vào ngày 18 tháng 2 năm 1963, cư dân địa phương đã nghe tiếng nổ lớn và thấy những đám mây đang dâng lên từ miệng núi lửa Agung. Vào ngày 24 tháng 2, dung nham bắt đầu chảy xuống sườn núi phía bắc của núi, và cuối cùng đã đi được 7 km trong 20 ngày tiếp theo. Vào ngày 17 tháng 3, núi lửa phun trào (VEI 5), đưa các mảnh vỡ từ 8 đến 10 km vào không khí và tạo ra dòng chảy pyroclastic (hơi nóng và các chất núi lửa) lớn.

Những dòng chảy này đã tàn phá nhiều ngôi làng, giết chết khoảng 1.100-1.500 người. Dòng bùn núi lửa lạnh do mưa lớn gây ra sau vụ phun trào giết chết thêm 200 người. Một vụ phun trào thứ hai vào ngày 16 tháng 5 đã dẫn tới các dòng nham tầng (pyroclastic flow), làm chết thêm 200 cư dân khác. Các vụ phun trào nhỏ và các dòng chảy theo sau kéo dài gần một năm.
Các dòng dung nham bỏ xót, đôi khi chỉ vài thước anh, đền thờ Mẹ Besakih. Việc tồn tại đền thờ được người Bali coi là kỳ diệu và là dấu hiệu của các vị thần muốn chứng tỏ quyền lực của họ nhưng không phá hủy được tượng đài mà người Bali đã dựng lên.
Andesite là loại dung nham chiếm đa số với một số mẫu mafic đủ để được phân loại là bazan andesite.

## Hoạt động địa chấn 2017

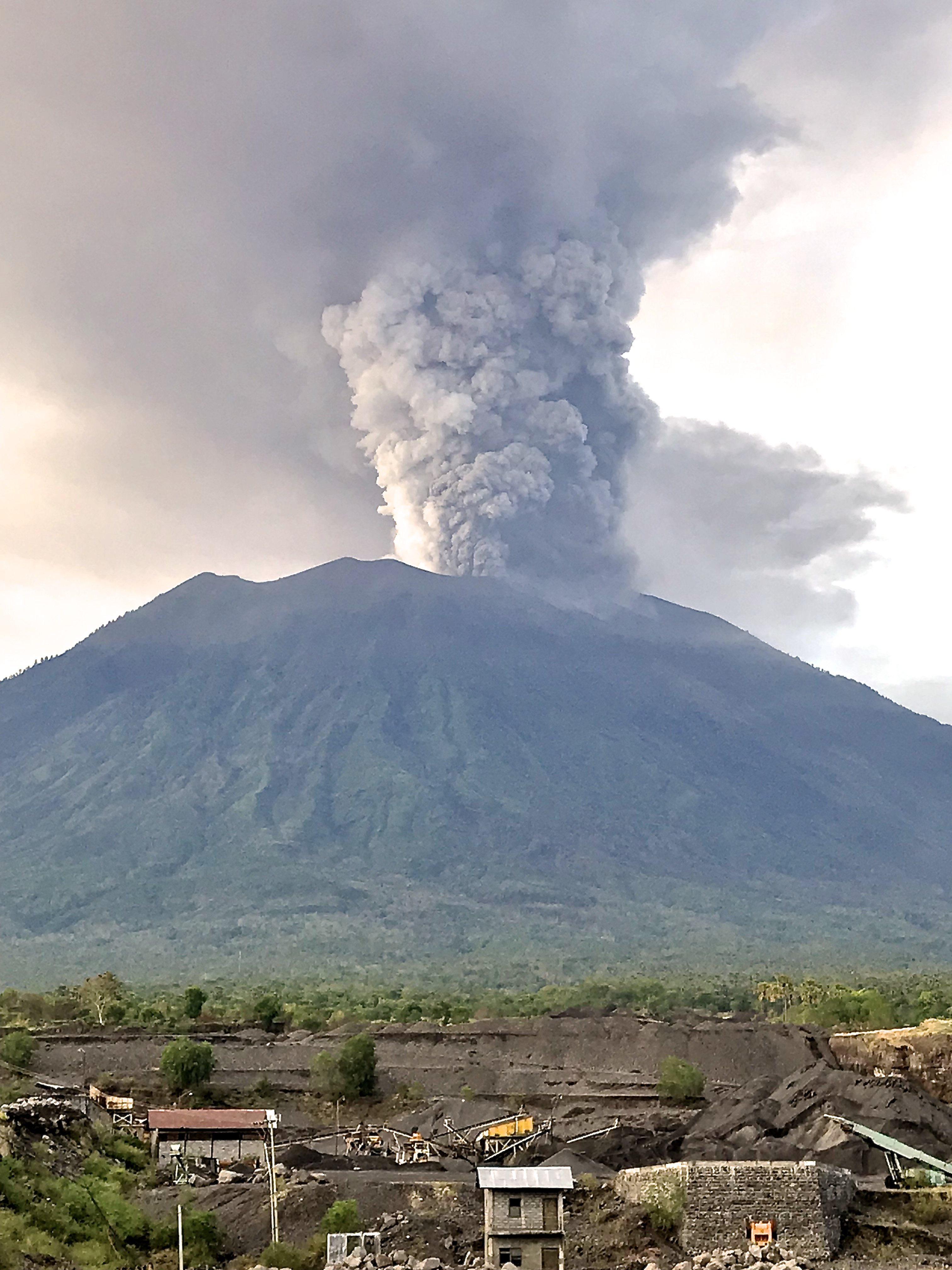
Bùng nổ ngày 27 tháng 11 năm 2017

Vào tháng 9 năm 2017, sự gia tăng các tiếng động ầm ầm và hoạt động địa chấn xung quanh núi lửa đã nâng cấp báo động lên mức cao nhất và khoảng 122.500 người sơ tán nhà của họ quanh núi lửa. Ban Quản lý Thiên tai Indonesia đã tuyên bố khu vực cấm 12 km quanh núi lửa vào ngày 24 tháng 9.
Người sơ tán tụ tập tại các hội trường thể thao và các tòa nhà cộng đồng xung quanh Klungkung, Karangasem, Buleleng và các khu vực khác. Trạm giám sát nằm ở Tembuku, Rendang, quận Karangasem, nơi mà cường độ và tần số của các đợt rung động đang được theo dõi về dấu hiệu của việc phun trào sắp xảy ra.
Khu vực này đã chứng kiến 844 trận động đất núi lửa vào ngày 25 tháng 9 và 300 đến 400 trận động đất vào giữa trưa ngày 26 tháng 9. Các nhà địa chấn đã hoảng sợ về sức mạnh và tần suất các sự cố vì nó đã làm ít hơn nhiều cho các núi lửa tương tự chỉ càn mức độ ít hơn để phun trào.
Vào cuối tháng 10 năm 2017, hoạt động của núi lửa đã giảm đáng kể, dẫn đến giảm tình trạng khẩn cấp cao nhất vào ngày 29 tháng 10.
Cuối tháng 11 năm 2017, núi lửa có dấu hiệu hoạt động trở lại. Vụ phun trào lớn đầu tiên bắt đầu vào ngày 25 tháng 11 năm 2017. Vào tối ngày 26 tháng 11, cơn run động gia tăng, với một cột tro và hơi nước cao từ 5 đến 6 kilômét bên trên miệng núi lửa, với một ánh lửa nhìn thấy từ xa về phía trên ngọn núi vào ban đêm và các hạt bụi tro tàn rơi xuống trên các khu vực xung quanh. Sau một đợt rung động gia tăng đáng kể một lần nữa, mức độ cảnh báo đã được đặt lại vào ngày 27 tháng 11 lúc 6 giờ sáng (giờ địa phương). Các hoạt động máy bay đã bị ngăn chặn và khoảng 59.000 hành khách mắc kẹt trong sân bay. Nhà chức trách đã mở rộng khu vực di tản từ 8 đến 10 cây số và cảnh báo về các dòng chảy núi lửa (như khí nóng, vật liệu núi lửa văng ra cũng như bùn và các mảnh vụn) có thể xảy ra. Vào ngày 27 tháng 11, các phim và hình ảnh đã được đưa lên trên các phương tiện truyền thông, cho thấy dòng chảy bùn và mảnh vỡ, đã đi sâu vào các khu vực xung quanh núi lửa.

## Giải trí
Có hai tuyến đường chính lên núi; một từ Pura Besakih tiến về phía đỉnh cao phía tây và bắt đầu từ khoảng 1.100 m (3.610 ft). Tuyến thứ hai, mất năm tiếng đồng hồ (một chiều), tiến về phía nam và bắt đầu lên cao từ Pura Pasar Agung, gần Selat.